# Furio Jesi
|  | Aquest article tracta sobre l'historiador i escriptor torinès. Si cerqueu municipi italià, vegeu «Jesi». |

Furio Jesi (Torí, 19 de maig de 1941 - Gènova, 17 de juny de 1980) fou un historiador, escriptor, arqueòleg i germanista italià.

## Biografia
Va néixer el 19 de maig de 1941 a la ciutat italiana de Torí essent fill de Bruno i Vanna Chiron. Va dedicar-se des de ben jove a la investigació de l'arqueologia i la història de les religions a la mar Mediterrània, publicant una sèrie d'estudis sobre el món de l'antic Egipte i l'antiga Grècia, els temes mitològics i algunes formes de religió mistèrica. Més endavant, i coincidint amb la radicalització del seu compromís polític als voltants de 1968, es va interessar per la supervivència dels mites en la cultura moderna i els problemes antropològics, filosòfics i estètics.
Va considerar el mitòleg Károly Kerényi, especialment, com un dels seus mestres, pel seu humanisme tot i mantenir-hi certa distància. L'interès per la "ciència del mite" i pel funcionament de la "màquina mitològica", aportà una important tasca com a traductor, assessor de diverses editorials italianes i com a estudiós de la literatura alemanya. Uns anys abans de morir, va obtenir per mèrits cièntífics la càtedra de Llengua i literatura alemanya a la Universitat de Palerm, abans de traslladar-se a la Universitat de Gènova. Alguns dels seus treballs més importants giren entorn de la cultura alemanya i autors concrets com Rainer Maria Rilke i Thomas Mann.
Va morir als trenta-nou anys a causa d'un accident terrible i banal: una fuita de monòxid de carboni de la caldera de casa seva a Gènova durant la nit del 17 de juny de 1980.

## Obres
- La ceramica egizia. Dalle origini al termine dell'età tinita (1958)
- Germania segreta. Miti nella cultura tedesca del '900 (1967)
- Letteratura e mito (1968)
- L'esilio (1970)
- Rilke (1971)
- Thomas Mann (1972)
- Che cosa ha veramente detto Rousseau (1972)
- Kierkegaard (1972)
- Mitologie intorno all'illuminismo (1972)
- Il mito (1973)
- Brecht (1974)
- Che cosa ha veramente detto Pascal (1974)
- La vera terra. Antologia di storici e prosatori sul mito e sulla storia (1974)
- Esoterismo e linguaggio mitologico. Studi su Rainer Maria Rilke (1976)
- La festa. Antropologia etnologia folklore (1977)
- Il linguaggio delle pietre. Alla scoperta dell'Italia megalitica (1978)
- Cultura di destra (1979)
- Materiali mitologici. Mito e antropologia nella cultura mitteleuropea (1979)
- Saggio su Hermann Hesse (1980)

### Obres pòstumes
- La casa incantata (1982)
- L'ultima notte (1987)
- L'accusa del sangue. Mitologie dell'antisemitismo (1992)
- Lettura del «Bateau ivre» di Rimbaud (1996)
- Demone e mito. Carteggio 1964-1968, amb Károly Kerényi, a cura de Magda Kerényi i Andrea Cavalletti (1999)
- Spartakus. Simbologia della rivolta, a cura d'Andrea Cavalletti (2000)
- Bachofen, a cura d'Andrea Cavalletti (2006)
- "La ceramica egizia" e altri scritti sull'Egitto e la Grecia (1956-1973), a cura de Giulio Schiavoni (2010)